# بخش گدوی کروز
بخش گدوی کروز (به اسپانیایی: Departamento Godoy Cruz) یک منطقهٔ مسکونی در آرژانتین است که در استان مندوسا واقع شده‌است. بخش گدوی کروز ۱۵۶ کیلومتر مربع مساحت و ۱۸۲٬۹۷۷ نفر جمعیت دارد.